# Matrones
Pour les articles homonymes, voir Matrone.
Les Matrones ou Matres (« mères » en celtique et en latin) sont des divinités de la fertilité et de la fécondité, objet d'un culte chez les Celtes et certains Germains. Il est attesté par l'existence de plus d'un millier de pierres votives ou d'autels qui leur sont dédiés, datant du Ier au Ve siècle, et situés sur le Rhin inférieur, en Gaule, dans le nord de l'Italie et en Angleterre.
Les matrones peuvent être représentées seules, par deux ou, le plus souvent, par trois, comme c'est le cas des Matronae Aufaniae en Germanie inférieure. Il est alors possible d'y voir une représentation de la fille, de la mère et de la grand-mère (qui se distinguent non seulement par leur apparence physique mais aussi par le fait que les vierges portent les cheveux dénoués). Les matrones portent des cornes d'abondance, des corbeilles de fruits ou de céréales. Elles tiennent ou allaitent parfois un enfant.
Elles sont donc non seulement dispensatrices de la fertilité du sol, mais aussi protectrices du mariage et de la maternité. 
Plus de cent noms ou surnoms de matrones sont recensés. Ceux qui peuvent être interprétés renvoient tantôt à une tribu ou à un territoire (suebae : « suèves »), tantôt à leurs fonctions (nombreux noms dérivés de *gebō : « donner », tel que gabiae : « celles qui donnent »).
Les matrones ont été rapprochées de plusieurs groupes de divinités féminines de la mythologie nordique : nornes, valkyries et surtout dises.

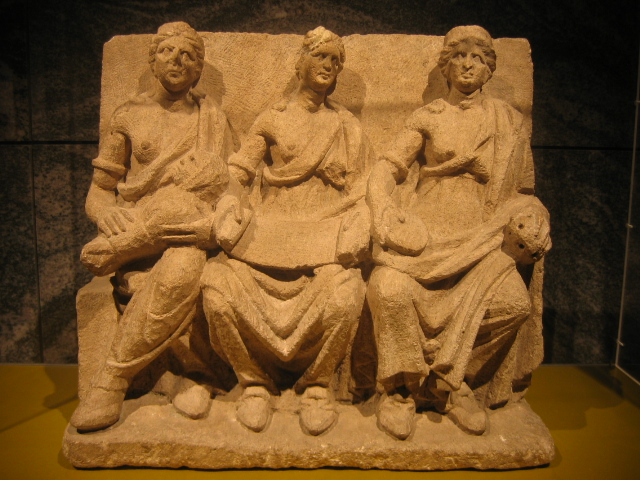
Trois matrones à Bibracte.
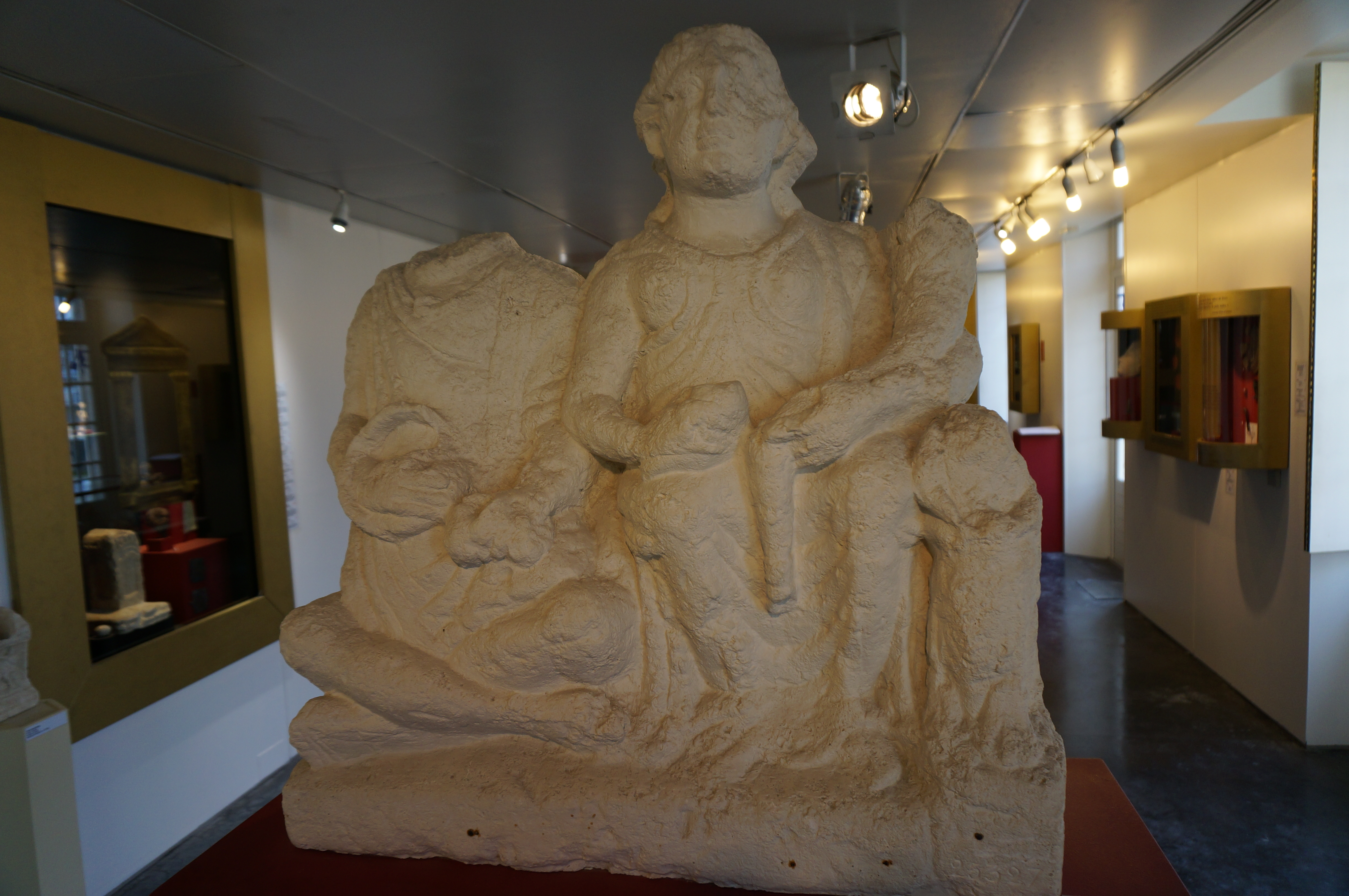
Matrones à Saintes.
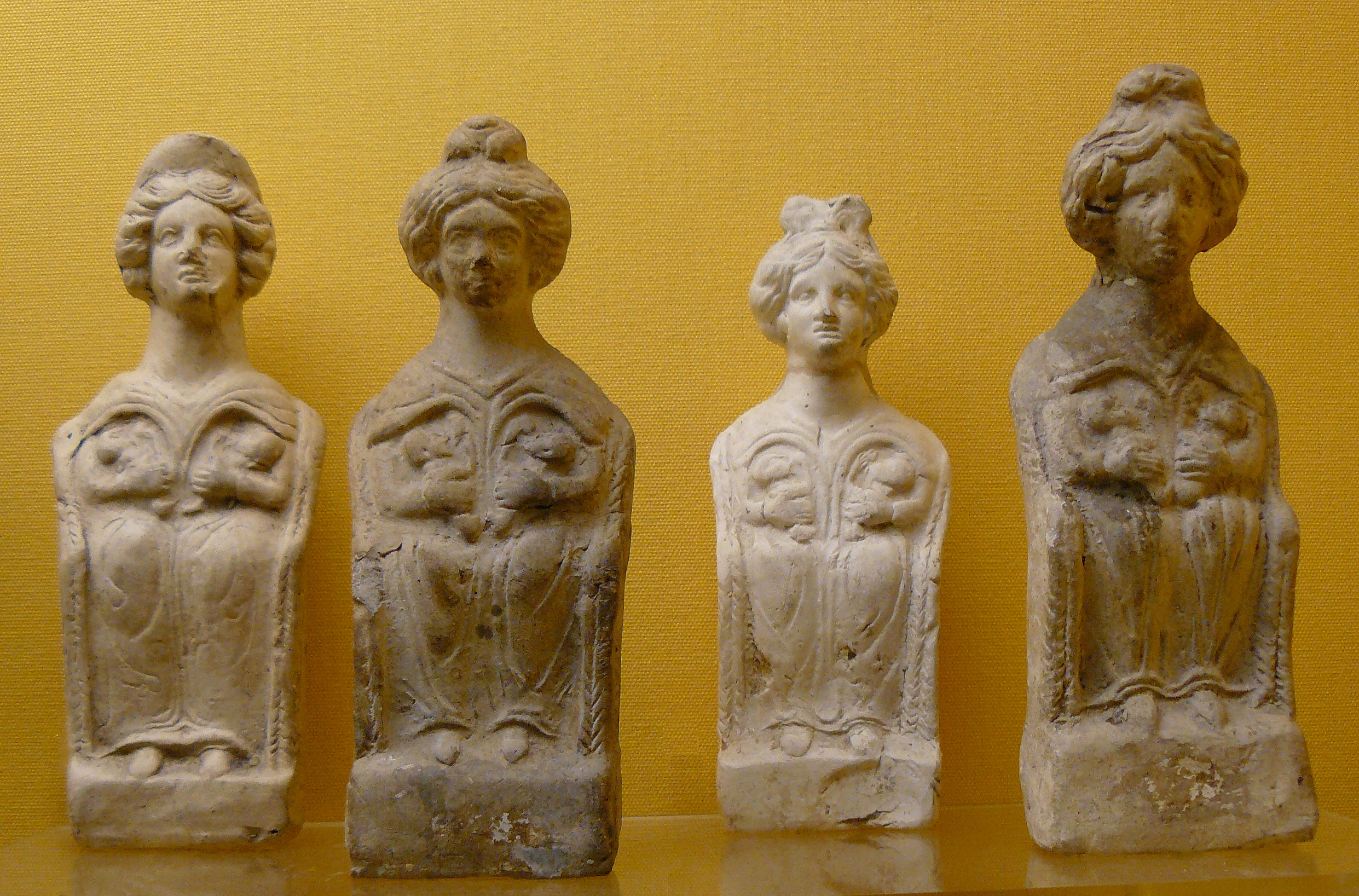
Matrones allaitantes, musée de Saint-Germain-en-Laye.